# Swammerdamia compunctella
Swammerdamia compunctella ist ein Schmetterling (Nachtfalter) aus der Familie der Gespinst- und Knospenmotten (Yponomeutidae).

## Merkmale
Die Falter erreichen eine Flügelspannweite von 14 bis 15 Millimetern. Der Kopf ist weiß und am Scheitel häufig ockerfarben getönt. Die Stirn ist bräunlich und nur schwach beschuppt. Die Fühler sind rotbraun, das Grundglied ist weißlichbraun. Der Thorax ist fahl gräulich ockerfarben, die Schuppen am Flügelgelenk des
Thorax (Tegulae) sind rotbraun gefleckt, der Rücken ist deutlich heller und fahler. Am Flügelvorderrand befindet sich ein deutlicher heller Fleck im Subapikalbereich. Die Mittellinie ist nur verschwommen und undeutlich. Auf den Fransenschuppen verlaufen zwei dunkelbraune Linien. Die Hinterflügel sind grau gefärbt. Das erste und zweite Beinpaar ist rotbraun, die Tarsen sind weißlich. Die Hinterbeine sind weißlichgrau gefärbt. Das Abdomen ist grau und ventral fahler gefärbt.
Die erwachsenen Raupen erreichen eine Länge von etwa 15 Millimetern. Der Raupenkopf ist schwärzlich. Die Prothorakalplatte ist ebenfalls schwärzlich und in der Mitte geteilt. Die Färbung des Raupenkörpers reicht von einem satten Dunkelrot bis Dunkelbraun. Zum Rücken hin ist die Färbung etwas fahler, auf dem Rücken befindet sich eine dunkle Linie. Die Seiten sind weiß und manchmal mit rötlichen Flecken auf jedem Segment versehen. Die Beine sind dunkelbraun oder schwarz.

### Ähnliche Arten
Die Imagines von Swammerdamia compunctella zeichnen sich durch ihr einheitlich graues Erscheinungsbild und den großen weißen Subapikalbereich aus. Dennoch ist eine Verwechslung leicht möglich, so dass eine sichere Bestimmung oft nur durch eine Untersuchung der Genitalien möglich ist.
- Paraswammerdamia albicapitella (Scharfenberg, 1805)
- Paraswammerdamia nebulella (Goetze, 1783)

## Vorkommen
Swammerdamia compunctella ist in Nord- und Mitteleuropa beheimatet. Die Art kommt in England, im Süden von Wales und in Schottland, sowie in Dalmatien und Spanien vor, meist aber nur lokal und nicht häufig. Die Art besiedelt offene Waldgebiete, bevorzugt solche, in denen Baumkeimlinge der Nahrungspflanzen vorkommen.

## Lebensweise
Die Raupen fressen an Vogelbeere (Sorbus aucuparia) und Weißdornarten (Crataegus). Die jungen Raupen überwintern in einem dichten, weißen Kokon und fressen im folgenden Frühjahr gesellig mit zwei oder drei weiteren Raupen pro Gespinst an den Blättern. Die lockeren Gespinste befinden sich normalerweise einen Meter über dem Erdboden. Die Larven verpuppen sich von Mai bis Juni in einem halbdurchsichtigen Kokon in einem leichten Gespinst am Erdboden.

### Flug- und Raupenzeiten
Swammerdamia compunctella bildet eine Generation pro Jahr, die von Juni bis Juli fliegt. Die Falter sind nachtaktiv und kommen gern ans Licht. Die Raupen leben von April bis Juni.

## Systematik
Die Typuslokalität befindet sich in den Alpen, das Land wurde nicht angegeben. Ein Synonym für Swammerdamia compunctella ist Swammerdamia nebulosella Stainton, 1870.